# Australaena
Australaena és un gènere d'aranyes araneomorfes de la família Anyphaenidae. Es troba a la Polinèsia Francesa.

## Taxonomia
Segons The World Spider Catalog 12.0:
- Australaena hystricina Berland, 1942
- Australaena zimmermani Berland, 1942